# Teoria naukowa
Teoria naukowa – całość logicznie spoistych uogólnień, wywnioskowanych na podstawie ustalonych faktów naukowych i powiązanych z dotychczasowym stanem nauki. Ma na celu wyjaśnienie przyczyny lub układu przyczyn, warunków, okoliczności powstawania i określonego przebiegu danego zjawiska. Jest podsumowaniem wyników szczegółowej pracy naukowej. Wieńczy badania naukowe.
Kluczowe znaczenie dla rozróżnienia, czy dana teoria jest teorią naukową, czy nie, ma obecnie kryterium falsyfikowalności. Pojęcie to zostało wprowadzone przez Karla Poppera w dziele Logika odkrycia naukowego. W myśl tej zasady, teoria co do której nie można określić empirycznych kryteriów falsyfikacji (obalenia), nie jest teorią naukową. Przykładem teorii, co do której falsyfikowalności nie ma jasności, jest teoria superstrun.
Teoria naukowa jest najbardziej rzetelną, rygorystyczną i kompletną formą wiedzy naukowej. Odróżnia ją to od potocznego rozumienia słowa teoria, które sugeruje spekulatywność charakterystyczną dla hipotezy naukowej.
Inny charakter mają teorie formułowane w naukach formalnych, inny – w naukach empirycznych. W tym pierwszym przypadku na teorie składają się wyłącznie aksjomaty danej nauki i ich następstwa logiczne, natomiast w naukach empirycznych konstruuje się hipotezy wyjaśniające zaobserwowane fakty; takie teorie powstałe na bazie hipotez mogą zostać obalone.